# 2004年夏季残疾人奥林匹克运动会波兰代表团
2004年夏季残疾人奥林匹克运动会波兰代表团是波兰派出的2004年夏季残疾人奥林匹克运动会代表团。获得10枚金牌、25枚银牌和19枚铜牌。